# Sinaptossoma

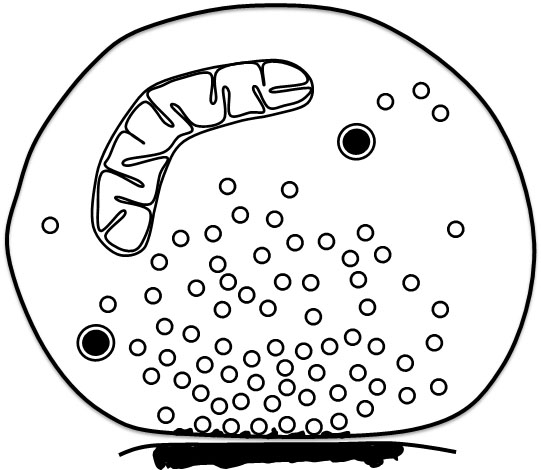
Esquema de um sinaptossoma isolado com numerosas vesiculas sinápticas, duas vesículas de núcleo denso, uma mitocôndria e um troço de membrana pós-sináptica ligada à zona activa pré-sináptica

Um sinaptossoma é um terminal sináptico isolado de um neurónio. Os sinaptossomas são obtidos por homogeneização de tecidos nervosos sob condições isotónicas e fraccionamento usando centrifugação diferencial de gradiente de densidade. AS forças assim exercidas separam os terminais nervosos do axónio e a membrana plasmática que rodeia o terminal nervoso volta a selar. Os sinaptossomas são sensíveis às condições osmóticas, contêm numerosas vesículas sinápticas, por vezes grandes vesículas de núcleo denso e com frequência uma ou mais pequenas mitocôndrias. São possuidoras das características morfológicas e da maioria das propriedades químicas do terminal nervosos original. Os sinaptossomas isolados do cérebro de mamíferos retêm um troço da membrana pós-sináptica virada para a zona activa.
Os sinaptossomas foram primeiramente isoladas numa tentativa de identificar o compartimento subcelular correspondente à designada fracção de acetilcolina ligada que permanece quando o tecido cerebral é homogeneizado em sacarose iso-osmótica. Particulas contendo acetilcolina e a enzima que a sintetiza, a colina acetiltransferase, foram originalmente isoladas por Hebb and Whittaker (1958) no Agricultural Research Council, Institute of Animal Physiology, Babraham, Cambridge, Reino Unido. Num estudo colaborativo com o microscopista electrónico George Gray, da University College London, Victor P. Whittaker eventualmente mostrou que as partículas ricas em acetilcolina derivadas do córtex cerebral de porquinhos-da-índia eram terminais nervosos ricos em vesículas sinápicas libertados. Whittaker designou as estruturas de sinaptossomas e mais tarde vesículas sinápticas puderam ser isoladas de sinaptossomas lisados.
Os sinaptossomas são usados com frequência para estudas a transmissão sináptica no tubo de teste visto que contêm a maquinaria molecular necessária para a captação, armazenamento e libertação de neurotransmissores. Também se tornaram uma ferramenta para o teste de drogas. Eles mantêm um potencial de membrana normal, contêm receptores pré-sinápticos, fazem o transporte de metabolitos e de iões, e quando despolarizados, libertam inúmeros neurotransmissores, incluíndo acetilcolina, aminoácidos, catecolamina e péptidos, de uma forma dependente de Ca2+. Os sinaptossomas isolados de cérebro, ou de apenas pequenas regiões do mesmo, são modelos úteis para estudar as relações estrutura-função na libertação de vesículas sinápticas. Os sinaptossomas podem também ser isolados de outros tecidos que não o cérebro, tal como a medula espinal, a retina, o plexo mioentérico e o órgão eléctrico da raia-eléctrica. Os sinaptossomas podem ser usados para isolar densidades pós-sinápticas ou a zona activa pré-sináptica com vesículas sinápticas ligadas. Vários subproteomas dos sinaptossomas isolados, como as vesículas sinápticas, membranas sinápticas ou as densidades pós-sinápticas, podem actualmente ser estudadas por técnicas de proteómica, levando ao um entendimento maior da maquinaria molecular da neurotransmissão e neuroplasticidade cerebral.